# Nhẫn Ngư phủ

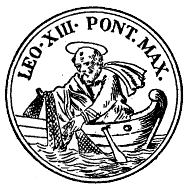
Hình biểu tượng của nhẫn Ngư phủ của Giáo hoàng Leo XIII

Nhẫn Ngư phủ (tiếng Latinh: Anulus piscatoris; tiếng Ý: Anello Piscatorio) là một phần chính thức của vương hiệu và phù hiệu được đeo bởi Giáo hoàng, người đứng đầu Giáo hội Công giáo và là người tông truyền của Thánh Phêrô. Nó từng có bức phù điêu mô tả Thánh Phêrô đang đánh cá trên một chiếc thuyền, một biểu tượng bắt nguồn từ truyền thống cho rằng các sứ đồ là "những người đánh cá của loài người" (Phúc Âm Máccô 1:17). Nhẫn Ngư phủ là một signet được sử dụng cho đến năm 1842 để đóng dấu các văn bản chính thức do Giáo hoàng ký. Ít nhất là từ thời Trung Cổ, người Công giáo đã có truyền thống là khi gặp Giáo hoàng, để thể hiện lòng thành kính của mình, họ sẽ hôn chiếc nhẫn.
Nhẫn Ngư phủ cùng với dây Pallium là một trong những biểu tượng quyền lực của Giáo hoàng.
Khi Giáo hoàng băng hà hoặc thoái vị, Nhẫn ngư phủ sẽ bị hủy bỏ để đánh dấu sự kết thúc của triều đại Giáo hoàng và tránh sử dụng nhẫn không đúng mục đích.

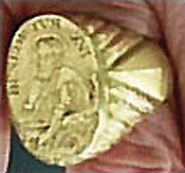
Nhẫn Ngư phủ của Giáo hoàng